# Ante Grbavac
Ante Grbavac (Split, 8. siječnja 1994.) hrvatski je rukometaš koji igra na poziciji lijevog vanjskog.
Igrač TSV Bayer Dormagen 2HBL .
S mladom reprezentacijom 2013. osvojio je srebro na svjetskom prvenstvu.